# 洛厄爾·梅森

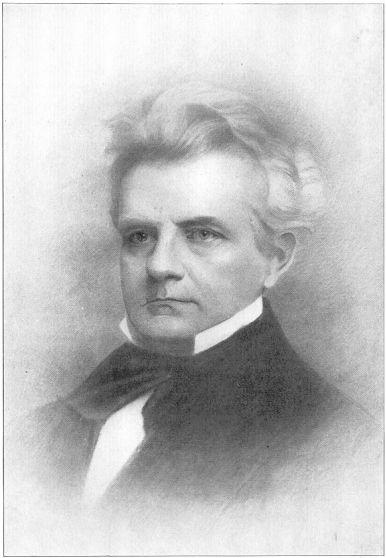
洛厄爾·梅森

洛厄尔·梅森（Lowell Mason，1792年1月8日 - 1872年8月11日）是一位美国教堂音乐工作者和银行家。洛厄尔一生一共為1,600多首赞美诗譜曲，普世欢腾的曲的作者就是洛厄爾·梅森。1853年，洛厄爾·梅森出任第五大道长老会教堂音乐总监。1855年，纽约大学授予梅森音乐博士学位，这是美国大学颁发的第一个音乐学位。 